# Sakhnovschyna (huyện)
Huyện Sakhnovschyna (tiếng Ukraina: Сахновщинський район, chuyển tự: Sakhnovschynas’kyi raion) là một huyện của tỉnh Kharkiv thuộc Ukraina. Huyện Sakhnovschyna có diện tích 1170 km², dân số theo điều tra dân số ngày 5 tháng 12 năm 2001 là 26086 người với mật độ 22 người/km2. Trung tâm huyện nằm ở Sakhnovschyna.